# Doris (Vorname)
Doris ist ein weiblicher Vorname.

## Herkunft und Bedeutung
Der Name Doris entstammt der deutschen Schäferdichtung des späten 17. Jahrhunderts. Namensvorbild war die griechische Okeanide Doris (Δωρίς).
Zur anhaltenden Popularität des Namens trug sicher bei, dass Doris als Kurzform zum Vornamen Dorothea aufgefasst werden kann.
Weitershaus deutet den Namen Doris als Dorerin.

## Varianten
- Dänisch: Dorrit
- Dora

## Namensträger
- Doris Miller (1919–1943), US-amerikanischer Schiffskoch und Träger des Navy Cross

## Namensträgerinnen
- Doris de Agostini (1958–2020), Schweizer Skirennläuferin
- Doris Ahnen (* 1964), deutsche Politikerin (SPD)
- Doris Barnett (* 1953), deutsche Politikerin
- Doris Conrads (* 1949), deutsche Künstlerin (Malerei und Fotografie)
- Doris Day (1922–2019), US-amerikanische Schauspielerin
- Doris Dörrie (* 1955), deutsche Regisseurin, Autorin und Produzentin
- Doris Drew (* ≈1925), US-amerikanische Pop- und Jazzsängerin
- Doris Eisenburger (* 1966), rumänische Illustratorin
- Doris Fiala (* 1957), Schweizer Unternehmerin und Politikerin (FDP)
- Doris Fitschen (1968–2025), deutsche Fußballspielerin
- Doris Gercke (1937–2025), deutsche Autorin
- Doris Golpashin (* 1980), österreichische Fernseh- und Radiomoderatorin
- Doris Greiner-Mai (1945–2020), deutsche Bauingenieurin, Fachjournalistin und Chefredakteurin
- Doris Grumbach (1918–2022), US-amerikanische Schriftstellerin
- Doris Harder (* 19**), deutsche Regisseurin
- Doris Hart (1925–2015), US-amerikanische Tennisspielerin
- Doris Heinze (* 1949), deutsche Drehbuchautorin und Fernsehproduzentin
- Doris Andrea Hrda, bekannt als Nicki (* 1966), deutsche Schlagersängerin
- Doris Jannausch (1925–2017), deutsche Schriftstellerin, Theater-Schauspielerin und Kabarettistin
- Doris Kirchner (1930–2015), österreichische Schauspielerin
- Doris König (* 1957), deutsche Rechtswissenschaftlerin, Vizepräsidentin des Bundesverfassungsgerichts
- Doris Kresimon (* 1955), deutsche Fußballspielerin
- Doris Kunstmann (* 1941), deutsche Schauspielerin
- Doris Langer (* 1938), deutsche Leichtathletin, Hochspringerin
- Doris Lessing (1919–2013), britische Schriftstellerin
- Doris Leuthard (* 1963), Schweizer Bundesrätin
- Doris Lucke (* 1953), deutsche Soziologin und Hochschullehrerin
- Doris Maletzki (* 1952), deutsche Leichtathletin
- Doris Matthäus (* 1963), deutsche Grafikerin
- Doris Michel (* 1948), Schweizer Künstlerin und Kunstpädagogin
- Doris Müller (1935–2013), deutsche Leichtathletin
- Doris Müller (* 1964), deutsche Politikerin (SPD)
- Doris Nauer (* 1962), deutsche römisch-katholische Theologin, Hochschullehrerin
- Doris Neuner (* 1971), österreichische Rennrodlerin
- Doris Oswald (1936–2020), deutsche Autorin, Humoristin und schwäbische Mundart-Dichterin
- Doris Pack (* 1942), deutsche Politikerin (CDU)
- Doris Papperitz (* 1948), deutsche Sportjournalistin
- Doris Quarella (1944–1998), Schweizer Fotografin
- Doris Reisinger (* 1983), deutsche Theologin, Philosophin und Autorin
- Doris Roberts (1925–2016), US-amerikanische Schauspielerin
- Doris Fürstin von Sayn-Wittgenstein (* 1954), deutsche Politikerin
- Doris Schade (1924–2012), deutsche Schauspielerin
- Doris von Schönthan (1905–1961), deutsches Model, Werbetexterin, Journalistin und Fotografin
- Doris Schretzmayer (* 1972), österreichische Schauspielerin
- Doris Schröder-Köpf (* 1963), deutsche Journalistin und Buchautorin
- Doris Shadbolt (1918–2003), kanadische Kunsthistorikerin
- Doris Stump (* 1950), Schweizer Germanistin, Verlegerin und Politikerin (SP)
- Doris Troy (1937–2004), US-amerikanische Soulsängerin
- Doris Uhlich (* 1977), österreichische Choreografin und Performance-Künstlerin
- Doris Younane (* 1963), australische Schauspielerin
- Doris Zander (* 1958), deutsche Fernsehproduzentin